# Fudbalski Klub Pelister Bitola
Il Fudbalski Klub Pelister Bitola (in macedone фудбалски клуб Пелистер Битола), noto come Pelister, è una società calcistica macedone con sede nella città di Bitola. Milita nella Prva liga, la massima serie del campionato macedone.

## Storia
La società è stata inizialmente fondata nel 1924 con il nome di Omladina, cambiando successivamente nome in Pelister e poi SK Bitola. Dal 1945 viene adottato nuovamente il nome Pelister, utilizzato tuttora.
Durante il periodo jugoslavo, la squadra ha vinto 4 campionati macedoni (1959-1960, 1960-1961, 1974-1975, 1981-1982) ed una coppa (1989-1990).
Nel 2000 la squadra trovò la prima partecipazione europea della sua storia nella Coppa Intertoto, fermandosi solo al terzo turno e diventando la prima squadra della Macedonia indipendente a raggiungere il traguardo. L'anno successivo, la squadra ha vinto la Kup na Makedonija, miglior risultato dallo scioglimento della vecchia federazione, dopo che aveva perso le finali nel 1992-1993 e nel 1993-1994.
Vincerà nuovamente la Coppa nazionale sedici anni dopo, battendo in finale lo Škendija ai rigori.
Partecipa alle qualificazioni per la UEFA Europa League 2017-2018, ma viene eliminato subito dai polacchi del Lech Poznań; nello stesso anno, perde la finale di Coppa nazionale.
In totale, vanta 3 partecipazioni europee, 1 in Coppa Intertoto e 2 in Coppa UEFA.

## Tifoseria
La tifoseria organizzata del Pelister Bitola si raggruppa dietro lo striscione del gruppo ultras Čkembari, fondato nel 1985.

### Rivalità
La principale rivalità sportiva è quella con il Vardar, insieme le due compagini danno vita al cosiddetto Derby eterno della Macedonia. Altre rivalità sono con il Pobeda Prilep, l'FK Škendija e l'FK Shkupi.

## Rosa 2023-2024
| N. |                               | Ruolo | Calciatore            |
| -- | ----------------------------- | ----- | --------------------- |
|    | Macedonia del Nord (bandiera) | P     | Ilce Petrovski        |
| 1  | Macedonia del Nord (bandiera) | P     | Filip Trajcevski      |
| 12 | Macedonia del Nord (bandiera) | D     | Andrej Jovcevski      |
|    | Macedonia del Nord (bandiera) | D     | Hristijan Stojanovski |
|    | Macedonia del Nord (bandiera) | D     | Stefan Kostov         |
| 6  | Macedonia del Nord (bandiera) | D     | Bojan Stefanovski     |
|    | Macedonia del Nord (bandiera) | D     | Blagoja Ljamcevski    |
|    | Macedonia del Nord (bandiera) | D     | Filip Milenkovski     |
|    | Macedonia del Nord (bandiera) | D     | Borjan Panovski       |
|    | Macedonia del Nord (bandiera) | D     | Stefan Ivanovski      |
|    | Macedonia del Nord (bandiera) | C     | Mario Debreshlioski   |
| 24 | Macedonia del Nord (bandiera) | C     | Igor Momirovski       |

| N. |                               | Ruolo | Calciatore                |
| -- | ----------------------------- | ----- | ------------------------- |
|    | Macedonia del Nord (bandiera) | C     | Gjorgi Tanusev            |
| 16 | Macedonia del Nord (bandiera) | C     | Petar Ljamcevski          |
|    | Macedonia del Nord (bandiera) | C     | Simeon Hristov            |
| 9  | Macedonia del Nord (bandiera) | C     | Darko Bozinoski           |
| 11 | Macedonia del Nord (bandiera) | C     | Antonio Stojkovski        |
| 20 | Macedonia del Nord (bandiera) | A     | Jovanco Trajkovski        |
|    | Macedonia del Nord (bandiera) | A     | Bojan Spirkoski           |
|    | Macedonia del Nord (bandiera) | A     | Mario Naumoski            |
|    | Macedonia del Nord (bandiera) | A     | Mihail Talevski           |
| 10 | Macedonia del Nord (bandiera) | A     | Borce Manevski (capitano) |
| 7  | Macedonia del Nord (bandiera) | A     | Boban Zdravevski          |

## Palmarès

### Competizioni nazionali
- Campionato della RS di Macedonia: 4

1959-1960, 1960-1961, 1974-1975, 1981-1982
- Coppa della RS di Macedonia: 1

1989-1990
- Coppa di Macedonia: 2

2000-2001, 2016-2017
- Campionato di Vtora Liga: 2

2005-2006, 2011-2012

### Altri piazzamenti
- 2. Savezna liga:

Terzo posto: 1983-1984 (girone est), 1984-1985 (girone est), 1987-1988 (girone est)
- Campionato macedone:

Terzo posto: 2007-2008
- Coppa di Macedonia:

Finalista: 1992-1993, 1993-1994, 2017-2018
Semifinalista: 1995-1996, 1999-2000, 2006-2007, 2009-2010, 2021-2022
- Vtora makedonska fudbalska liga:

Secondo posto: 2023-2024

## Risultati internazionali
| Stagione | Torneo          | Turno          | Nazione                | Club               | Andata | Ritorno | Totale |
| -------- | --------------- | -------------- | ---------------------- | ------------------ | ------ | ------- | ------ |
| 2000     | Coppa Intertoto | 1º turno       | Lussemburgo (bandiera) | FC Hobscheid       | 3-1    | 1-0     | 4-1    |
|          |                 | 2º turno       | Svezia (bandiera)      | Västra Frölunda IF | 3-1    | 0-0     | 3-1    |
|          |                 | 3º turno       | Spagna (bandiera)      | Celta Vigo         | 0-3    | 1-2     | 1-5    |
| 2001-02  | Coppa UEFA      | Preliminare    | Svizzera (bandiera)    | San Gallo          | 0-2    | 3-2     | 3-4    |
| 2008-09  | Coppa UEFA      | 1° preliminare | Cipro (bandiera)       | APOEL              | 0-0    | 0-1     | 0-1    |